# پیوتر شفدس
پیوتر شفدس (لهستانی: Piotr Szwedes؛ زادهٔ ۵ اوت ۱۹۶۸) بازیگر اهل لهستان است.
از فیلم‌ها یا مجموعه‌های تلویزیونی که وی در آن‌ها نقش داشته‌است، می‌توان به مادام کاملیا، دروازه اروپا، قوانین نانوشته، به تاخت، قانون حقیقی، هتل ۵۲، در خوشی و سختی، پدر متیو، عشق اول و در خیابان سپولنی اشاره نمود.